# Philodicus chinensis
Philodicus chinensis là một loài ruồi trong họ Asilidae. Philodicus chinensis được Schiner miêu tả năm 1868.